# Episodi di New Looney Tunes (prima stagione)
La prima stagione di New Looney Tunes, intitolata inizialmente Bugs! A Looney Tunes Prod. (Wabbit: A Looney Tunes Production), include 52 episodi.
| N° | N°  | Titolo Italiano                       | Titolo originale                     | Prima TV Italia                  | Prima TV originale   |
| -- | --- | ------------------------------------- | ------------------------------------ | -------------------------------- | -------------------- |
| 1  | 1a  | Ricco, Straricco                      | Buddha Bugs                          | 16 dicembre 2015 (Sky On demand) | 21 settembre 2015    |
| 1  | 1b  | Musica Ninja                          | Now and Zen                          | 16 dicembre 2015 (Sky On demand) | 21 settembre 2015    |
| 2  | 2a  | L'arte della fuga                     | The Inside Bugs                      | 16 dicembre 2015 (Sky On demand) | 21 settembre 2015    |
| 2  | 2b  | Fuga Dalla Neve                       | Sun Valley Freeze                    | 16 dicembre 2015 (Sky On demand) | 21 settembre 2015    |
| 3  | 3a  | Il Cacciatore di Draghi               | St.Bugs and the Dragon               | 16 dicembre 2015 (Sky On demand) | 22 settembre 2015    |
| 3  | 3b  | Fino all'ultima Foglia                | Leaf It Alone                        | 16 dicembre 2015 (Sky On demand) | 22 settembre 2015    |
| 4  | 4a  | Il Bigfoot                            | The Bigfoot in Bed                   | 16 dicembre 2015 (Sky On demand) | 22 settembre 2015    |
| 4  | 4b  | A Caccia di Internet                  | World Wild Bunny                     | 16 dicembre 2015 (Sky On demand) | 22 settembre 2015    |
| 5  | 5a  | Ghiande da BaseBall                   | For the Love of Acorns               | 16 dicembre 2015 (Sky On Demand) | 23 settembre 2015    |
| 5  | 5b  | Un Pieno di Fortuna                   | The Game Is a Foot                   | 16 dicembre 2015 (Sky On Demand) | 23 settembre 2015    |
| 6  | 6a  | Il Coniglio Mietitore                 | The Grim Rabbit                      |                                  | 24 settembre 2015    |
| 6  | 6b  | Il Finto Bugs                         | The Wringer                          |                                  | 24 settembre 2015    |
| 7  | 7a  | Un Coniglio alla Casa Bianca          | White House Wabbit                   |                                  | 25 settembre 2015    |
| 7  | 7b  | Barbari a Colazione                   | BugsBarian                           |                                  | 25 settembre 2015    |
| 8  | 8a  | Il Cugino Snorts                      | Not Lyin' Lyon                       |                                  | 28 settembre 2015    |
| 8  | 8b  | Estate di Ghiaccio                    | Ice Ice Bunny                        |                                  | 28 settembre 2015    |
| 9  | 9a  | Poker di Ghiande                      | Wabbit's Wild                        |                                  | 29 settembre 2015    |
| 9  | 9b  | Caccia al Coniglio                    | All Belts are Off                    |                                  | 29 settembre 2015    |
| 10 | 10a | Il miglior Amico del Coniglio         | Wabbit's Best Friend                 |                                  | 30 settembre 2015    |
| 10 | 10b | Il pennuto Innamorato                 | Annoying Ex-BoydFriend               |                                  | 30 settembre 2015    |
| 11 | 11a | Coniglio contro Lumaca                | Bugs vs Snail                        |                                  | 1 ottobre 2015       |
| 11 | 11b | Come catturare una fatina             | Catch a Fairy                        |                                  | 1 ottobre 2015       |
| 12 | 12a | La sfida degli orti                   | Bugs in the Garden                   |                                  | 2 ottobre 2015       |
| 12 | 12b | Lo SpaventaPasseri                    | ScareCrow                            |                                  | 2 ottobre 2015       |
| 13 | 13a | Mai dipingere di viola un coniglio    | Painter Paint Hare                   |                                  | 8 ottobre 2015       |
| 13 | 13b | Una giornata da Spia                  | The Spy Who Bugged Me                |                                  | 8 ottobre 2015       |
| 14 | 14a | Un Applicazione da urlo               | Hareplane Mode                       |                                  | 15 ottobre 2015      |
| 14 | 14b | Il Vigilatore                         | Bugs of Steel                        |                                  | 15 ottobre 2015      |
| 15 | 15a | Muscoli D'acciaio                     | Big Troubles                         |                                  | 22 ottobre 2015      |
| 15 | 15b | Guai Grossi, anzi giganteschi         | Manner Maid                          |                                  | 22 ottobre 2015      |
| 16 | 16a | Bugsfoot                              | Bugsfoot                             |                                  | 9 novembre 2015      |
| 16 | 16b | Il Mietitore in Vacanza               | Grim on Vacation                     |                                  | 9 novembre 2015      |
| 17 | 17a | La Carota davanti al Cavallo          | Carrot Before the Horse              |                                  | 16 novembre 2015     |
| 17 | 17b | In ferie non si lavora                | Trunk with Power                     |                                  | 16 novembre 2015     |
| 18 | 18a | Il Pupazzo e la Carota                | Snow Wabbit                          |                                  | 23 novembre 2015     |
| 18 | 18b | Puzza Via                             | Aromatherapist                       |                                  | 23 novembre 2015     |
| 19 | 19a | Su con lo Spirito                     | Raising Your Spirits                 |                                  | 30 novembre 2015     |
| 19 | 19b | L'albero Pedaggio                     | Dust Bugster                         |                                  | 30 novembre 2015     |
| 20 | 20a | Computer Bugs                         | Computer Bugs                        |                                  | 27 febbraio 2016     |
| 20 | 20b | La polvere sotto letto                | Oil's Well That Ends Well            |                                  | 27 febbraio 2016     |
| 21 | 21a | O il Coniglio o La Vita               | Your Bunny or Your Life              |                                  | 5 marzo 2016         |
| 21 | 21b | Petrolio-Festival                     | Misjudgment Day                      |                                  | 5 marzo 2016         |
| 22 | 22a | Elefanti in piscina                   | Splashwater Bugs                     |                                  | 12 marzo 2016        |
| 22 | 22b | Coniglio a Cena                       | Fwee Wange Wabbit                    |                                  | 12 marzo 2016        |
| 23 | 23a | Febbre da Castoro                     | Beaver Fever                         |                                  | 26 aprile 2016 (DVD) |
| 23 | 23b | Coyote.Coniglio.Scoiattolo            | Coyote.Rabbit.Squirrel               |                                  | 26 aprile 2016 (DVD) |
| 24 | 24a | Cinturoni cintorati e cinture         | Pain & Treasure                      |                                  | 26 aprile 2016 (DVD) |
| 24 | 24b | L'impiegato Modello                   | Office Rocker                        |                                  | 26 aprile 2016 (DVD) |
| 25 | 25a | Tecniche di Sopravvivenza             | The Survivalist of the Fittest       |                                  | 26 aprile 2016 (DVD) |
| 25 | 25b | Il Re delle Zucche                    | IMPoster                             |                                  | 26 aprile 2016 (DVD) |
| 26 | 26a | Coniglio in Buca                      | Bugs Over Par                        |                                  | 26 aprile 2016 (DVD) |
| 26 | 26b | Gli hamburger di Papà                 | Fast Feud                            |                                  | 26 aprile 2016 (DVD) |
| 27 | 27a | Il Cacciatore di Grifoni              | Sir Little Chin Griffin Hunter       |                                  | 21 dicembre 2017     |
| 27 | 27b | Passeggiata nel tempo                 | Bugs in Time                         |                                  | 21 dicembre 2017     |
| 28 | 28a | Bugs all'aeroporto                    | Airpork Security                     |                                  | 21 dicembre 2017     |
| 28 | 28b | Mille e un Bugs                       | Home a Clone                         |                                  | 21 dicembre 2017     |
| 29 | 29a | Bugs sul ghiaccio                     | Bugs on Ice                          |                                  | 21 dicembre 2017     |
| 29 | 29b | Bugs lo scout                         | Bug Scouts                           |                                  | 21 dicembre 2017     |
| 30 | 30a | Il tesoro di Trollum                  | For Whom the Bugs Trolls             |                                  | 21 dicembre 2017     |
| 30 | 30b | Il migliore della spiaggia            | To Beach His Own                     |                                  | 21 dicembre 2017     |
| 31 | 31a | Albergo a cinque stelle               | Five Star Bugs                       |                                  | 21 dicembre 2017     |
| 31 | 31b | Chi la Yoga la vince                  | Yoga to Be Kidding Me                |                                  | 21 dicembre 2017     |
| 32 | 32a | I conigli dell'Arca perduta           | Rabbits of the Lost Ark              |                                  | 21 dicembre 2017     |
| 32 | 32b | La casa intelligente                  | Appropriate Technology               |                                  | 21 dicembre 2017     |
| 33 | 33a | Porky il 'Risolvi problemi            | Pork in the Road                     |                                  | 21 dicembre 2017     |
| 33 | 33b | Squicks esprime un desiderio          | Squeaks Upon a Star                  |                                  | 21 dicembre 2017     |
| 34 | 34a | Ad alta quota                         | Mile Hi Grub                         |                                  | 21 dicembre 2017     |
| 34 | 34b | Il totem                              | Pole Position                        |                                  | 21 dicembre 2017     |
| 35 | 35a | La sete prima di tutto                | Thirst Things First                  |                                  | 21 dicembre 2017     |
| 35 | 35b | La ghianda gigantesca                 | Bugs of Chance                       |                                  | 21 dicembre 2017     |
| 36 | 36a | Il Sindaco Bugs                       | Bugs for Mayor                       |                                  | 21 dicembre 2017     |
| 36 | 36b | La pentola d'oro                      | The Lepra-Con                        |                                  | 21 dicembre 2017     |
| 37 | 37a | Squiks, dolce gattino                 | Squeak Show                          |                                  | 21 dicembre 2017     |
| 37 | 37b | Duello al rodeo                       | Rodeo Bugs                           |                                  | 21 dicembre 2017     |
| 38 | 38a | La mega villa di Slug                 | Slugsworthy's Mega Mansion           |                                  | 21 dicembre 2017     |
| 38 | 38b | Ridatemi le mie noci                  | Wile E.'s Walnuts                    |                                  | 21 dicembre 2017     |
| 39 | 39a | Avanti il prossimo                    | Just One of Those Days               |                                  | 21 dicembre 2017     |
| 39 | 39b | Il paziente immaginario               | Mooch Housin' Syndrome               |                                  | 21 dicembre 2017     |
| 40 | 40a | Sir Menticello cacciatore di unicorni | Sir Littlechin Unicorn Hunter        |                                  | 8 febbraio 2018      |
| 40 | 40b | Mai fidarsi di un leprechaun          | Erin Go Bugs                         |                                  | 8 febbraio 2018      |
| 41 | 41a | Il carbone d'oro                      | Proud to Be a Coal Miner's Wabbit    |                                  | 8 febbraio 2018      |
| 41 | 41b | Fagioli per due                       | Cabin Fervor                         |                                  | 8 febbraio 2018      |
| 42 | 42a | Il grande rabarbaro                   | The Grand Barbari-yon                |                                  | 8 febbraio 2018      |
| 42 | 42b | I cacciatori del coniglio gigante     | Giant Rabbit Hunters                 |                                  | 8 febbraio 2018      |
| 43 | 43a | Due sulle montagne russe              | Amusement Pork                       |                                  | 8 febbraio 2018      |
| 43 | 43b | Non ci sono per nessuno!              | Now You See Me, Now You Still See Me |                                  | 8 febbraio 2018      |
| 44 | 44a | Il fornetto                           | Tis the Seasoning                    |                                  | 30 novembre 2017     |
| 44 | 44b | Letterina a Babbo Natale              | Winter Blunderland                   |                                  | 30 novembre 2017     |
| 45 | 45a | Musica per le mie orecchie            | Ear! We! Go!                         |                                  | 8 febbraio 2018      |
| 45 | 45b | Sfida all'ultimo watt                 | Hare Band                            |                                  | 8 febbraio 2018      |
| 46 | 46a | Lo zoo degli animali domestici        | Bugs in the Petting Zoo              |                                  | 8 febbraio 2018      |
| 46 | 46b | Neve alle Hawaii                      | Hawaiian Ice                         |                                  | 8 febbraio 2018      |
| 47 | 47a | La stagione della mietitura           | Quiet the Undertaking                |                                  | 8 febbraio 2018      |
| 47 | 47b | Bunny o non Bunny?                    | Bugs Bunny?                          |                                  | 8 febbraio 2018      |
| 48 | 48a | Chi ha paura dell'acqua?              | Wet Feet                             |                                  | 8 febbraio 2018      |
| 48 | 48b | Goal e palla al centro                | There's a Soccer Born Every Minute   |                                  | 8 febbraio 2018      |
| 49 | 49a | Il trasloco                           | Pork Lift                            |                                  | 8 febbraio 2018      |
| 49 | 49b | Re Thes va in città                   | Thes in the City                     |                                  | 8 febbraio 2018      |
| 50 | 50a | Gelati frizzanti                      | Elmer's Fuddge                       |                                  | 8 febbraio 2018      |
| 50 | 50b | Il Pulce                              | Angelo the Mighty Flea               |                                  | 8 febbraio 2018      |
| 51 | 51a | Il coniglio in giallo                 | Gorky Pork                           |                                  | 8 febbraio 2018      |
| 51 | 51b | Foresta d'asfalto                     | Hard Hat Hare                        |                                  | 8 febbraio 2018      |
| 52 | 52a | Servizio recapiti                     | Porky's Duck-livery Service          |                                  | 8 febbraio 2018      |
| 52 | 52b | Il coniglio che diventò Re            | The Wabbit Who Would Be King         |                                  | 8 febbraio 2018      |